# James Douglas, 9. Earl of Douglas

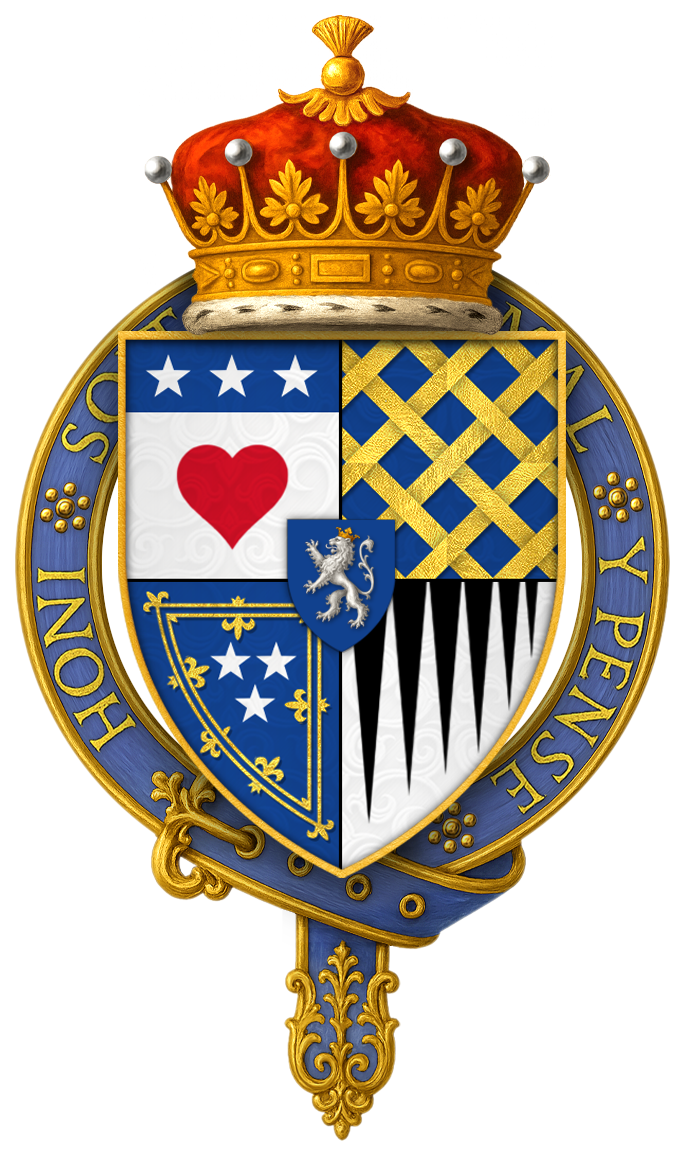
Wappen des James Douglas, 9. Earl of Douglas

James Douglas, 9. Earl of Douglas genannt the Black Douglas (* um 1426; † Mitte 1491 in Lindores Abbey, Fife) war ein schottischer Adliger; letzter der sogenannten schwarzen Linie der Familie Douglas.

## Leben
James war der zweite Sohn von James Douglas, 7. Earl of Douglas, und dessen Frau Lady Beatrice Sinclair. Als 1452 sein Bruder William Douglas, 8. Earl of Douglas, durch König Jakob II. ermordet wurde, folgte er diesem als 9. Earl of Douglas und 3. Earl of Avondale. James nahm die Ermordung zum Anlass für einen bewaffneten Aufstand gegen den König, an dem sich auch John MacDonald, 11. Earl of Ross und Alexander Lindsay, 4. Earl of Crawford, beteiligten. James belagerte Stirling, unterlag aber endgültig 1455 in der Schlacht von Arkinholm den königstreuen Truppen unter der Führung von George Douglas, 4. Earl of Angus aus der roten Douglaslinie. James’ Zwillingsbruder Archibald, Earl of Moray fiel in der Schlacht. Sein jüngerer Bruder Hugh, Earl of Ormond wurde in Arkinholm gefangen und hingerichtet; John, feudaler Lord of Balvenie, der ebenfalls an der Schlacht teilgenommen hatte, floh nach England. 1455 wurde James durch Beschluss des schottischen Parlaments geächtet (Bill of Attainder), was mit dem Verlust aller Titel und Einzug aller Ländereien an die Krone verbunden war. Der König verteilte die Ländereien in der Folgezeit an James’ Rivalen, insbesondere die rote Linie der Familie Douglas.
1453 hatte er die Witwe seines Bruders, Lady Margaret Douglas, geheiratet. Diese ließ sich in Folge seiner Ächtung 1455 von ihm scheiden. James lebte in England und heiratete dort ein zweites Mal 1465 Anne Holland, Tochter des John Holland, 2. Duke of Exeter (Haus Holland). Spätestens 1463 wurde er als Knight Companion in den Hosenbandorden aufgenommen. Er beteiligte sich an der englischen Invasion Schottlands 1484 durch John Stewart, 2. Duke of Albany, wurde aber bei Lochmaben gefangen genommen und bis zu seinem Lebensende in Lindores Abbey in Fife inhaftiert.
James starb vermutlich kurz nach dem 22. Mai 1491. Mit seinem kinderlosen Tod erlosch die schwarze Linie der Familie Douglas.